# ایسینگوود
latitudeایسینگوودlongitudeایسینگوود
ایسینگوود (به انگلیسی: Easingwold) یک شهرک در بریتانیا است که در انگلستان واقع شده‌است.

## خصوصیات
ایسینگوود ۴٬۲۳۳ نفر جمعیت دارد.